# Tour d'Uppsala 2022
La 3e édition du Tour d'Uppsala, a lieu du 2 au 4 août 2022. La course fait partie du calendrier UCI féminin en catégorie 2.1.
Mari Hole Mohr remporte la première étape au sprint. Hanna Nilsson s'impose le lendemain légèrement détachée. Nathalie Eklund gagne la dernière étape et par le biais des bonifications le classement général. Mari Hole Mohr est deuxième et Stine Borgli troisième. Cette dernière remporte également le classement par points.

## Parcours
Le parcours est globalement plat.

## Équipes
| Équipes féminines continentales (3)- Awol O'Shea - Coop-Hitec Products - Ceratizit-WNT Pro Cycling Équipes nationales (3)- Finlande - Norvège - Suède Équipe DCU- Rytger powered by Carl Ras Équipe féminine amateur- Stockholm Cykelklubb |
| |

## Étapes
| Étape     | Date   | Villes étapes     | type            | Distance (km) | Vainqueur d'étape | Leader du classement général |
| --------- | ------ | ----------------- | --------------- | ------------- | ----------------- | ---------------------------- |
| 1re étape | 2 août | Uppsala – Uppsala | étape de plaine | 102,8         | Mari Hole Mohr    | Mari Hole Mohr               |
| 2e étape  | 3 août | Uppsala – Uppsala | étape de plaine | 136,1         | Hanna Nilsson     | Mari Hole Mohr               |
| 3e étape  | 4 août | Uppsala – Uppsala | étape de plaine | 127           | Nathalie Eklund   | Nathalie Eklund              |

## Déroulement de la course

### 1reétape
Mari Hole Mohr gagne l'étape au sprint.
| \| Classement de l'étape \| Classement de l'étape \| Classement de l'étape \| Classement de l'étape \| Classement de l'étape \| \| Coureuse \| Coureuse \| Pays \| Équipe \| Temps \| \| --------------------- \| ----------------------- \| --------------------- \| ------------------------------- \| --------------------- \| \| 1re \| Mari Hole Mohr \| Norvège \| Coop-Hitec Products \| 2 h 49 min 42 s \| \| 2e \| Stine Borgli \| Norvège \| Norvège \| + 0 s \| \| 3e \| Nathalie Eklund \| Suède \| Suède \| + 0 s \| \| 4e \| Lara Vieceli \| Italie \| Ceratizit-WNT Pro Cycling \| + 0 s \| \| 5e \| Solbjørk Minke Anderson \| Danemark \| Team Rytger powered by Carl Ras \| + 0 s \| \| 6e \| Ida Sten \| Finlande \| Finlande \| + 0 s \| \| 7e \| Antonia Gröndahl \| Finlande \| Finlande \| + 0 s \| \| 8e \| Malin Eriksen \| Norvège \| Norvège \| + 0 s \| \| 9e \| Karin Söderqvist \| Suède \| Suède \| + 0 s \| \| 10e \| Caroline Andersson \| Suède \| Coop-Hitec Products \| + 0 s \| |                         |          |                                 |                 |
| |                         |          |                                 |                 |
| Source : Cycling Quotient |                         |          |                                 |                 |
| Classement de l'étape |                         |          |                                 |                 |
| Coureuse | Coureuse                | Pays     | Équipe                          | Temps           |
| 1re | Mari Hole Mohr          | Norvège  | Coop-Hitec Products             | 2 h 49 min 42 s |
| 2e | Stine Borgli            | Norvège  | Norvège                         | + 0 s           |
| 3e | Nathalie Eklund         | Suède    | Suède                           | + 0 s           |
| 4e | Lara Vieceli            | Italie   | Ceratizit-WNT Pro Cycling       | + 0 s           |
| 5e | Solbjørk Minke Anderson | Danemark | Team Rytger powered by Carl Ras | + 0 s           |
| 6e | Ida Sten                | Finlande | Finlande                        | + 0 s           |
| 7e | Antonia Gröndahl        | Finlande | Finlande                        | + 0 s           |
| 8e | Malin Eriksen           | Norvège  | Norvège                         | + 0 s           |
| 9e | Karin Söderqvist        | Suède    | Suède                           | + 0 s           |
| 10e | Caroline Andersson      | Suède    | Coop-Hitec Products             | + 0 s           |

| \| Classement général \| Classement général \| Classement général \| Classement général \| Classement général \| \| Coureuse \| Coureuse \| Pays \| Équipe \| Temps \| \| ------------------ \| ----------------------- \| ------------------ \| ------------------------------- \| ------------------ \| \| 1re \| Mari Hole Mohr \| Norvège \| Coop-Hitec Products \| 2 h 49 min 32 s \| \| 2e \| Stine Borgli \| Norvège \| Norvège \| + 4 s \| \| 3e \| Nathalie Eklund \| Suède \| Suède \| + 6 s \| \| 4e \| Ingvild Gåskjenn \| Norvège \| Coop-Hitec Products \| + 7 s \| \| 5e \| Lara Vieceli \| Italie \| Ceratizit-WNT Pro Cycling \| + 8 s \| \| 6e \| Nicole Steigenga \| Pays-Bas \| Coop-Hitec Products \| + 9 s \| \| 7e \| Solbjørk Minke Anderson \| Danemark \| Team Rytger powered by Carl Ras \| + 10 s \| \| 8e \| Ida Sten \| Finlande \| Finlande \| + 10 s \| \| 9e \| Antonia Gröndahl \| Finlande \| Finlande \| + 10 s \| \| 10e \| Malin Eriksen \| Norvège \| Norvège \| + 10 s \| |                         |          |                                 |                 |
| |                         |          |                                 |                 |
| Source : Cycling Quotient |                         |          |                                 |                 |
| Classement général |                         |          |                                 |                 |
| Coureuse | Coureuse                | Pays     | Équipe                          | Temps           |
| 1re | Mari Hole Mohr          | Norvège  | Coop-Hitec Products             | 2 h 49 min 32 s |
| 2e | Stine Borgli            | Norvège  | Norvège                         | + 4 s           |
| 3e | Nathalie Eklund         | Suède    | Suède                           | + 6 s           |
| 4e | Ingvild Gåskjenn        | Norvège  | Coop-Hitec Products             | + 7 s           |
| 5e | Lara Vieceli            | Italie   | Ceratizit-WNT Pro Cycling       | + 8 s           |
| 6e | Nicole Steigenga        | Pays-Bas | Coop-Hitec Products             | + 9 s           |
| 7e | Solbjørk Minke Anderson | Danemark | Team Rytger powered by Carl Ras | + 10 s          |
| 8e | Ida Sten                | Finlande | Finlande                        | + 10 s          |
| 9e | Antonia Gröndahl        | Finlande | Finlande                        | + 10 s          |
| 10e | Malin Eriksen           | Norvège  | Norvège                         | + 10 s          |

### 2eétape
Hanna Nilsson est échappée. Elle est sur le point d'être reprise, quand une chute importante désorganise le peloton. Elle s'impose avec quelques longueurs d'avance devant Nathalie Eklund qui règle le peloton.
| \| Classement de l'étape \| Classement de l'étape \| Classement de l'étape \| Classement de l'étape \| Classement de l'étape \| \| Coureuse \| Coureuse \| Pays \| Équipe \| Temps \| \| --------------------- \| ----------------------- \| --------------------- \| ------------------------------- \| --------------------- \| \| 1re \| Hanna Nilsson \| Suède \| Ceratizit-WNT Pro Cycling \| 3 h 39 min 28 s \| \| 2e \| Nathalie Eklund \| Suède \| Suède \| + 0 s \| \| 3e \| Clara Lundmark \| Suède \| Suède \| + 0 s \| \| 4e \| Lara Vieceli \| Italie \| Ceratizit-WNT Pro Cycling \| + 0 s \| \| 5e \| Stine Borgli \| Norvège \| Norvège \| + 0 s \| \| 6e \| Solbjørk Minke Anderson \| Danemark \| Team Rytger powered by Carl Ras \| + 0 s \| \| 7e \| Matilda Frantzich \| Suède \| Suède \| + 0 s \| \| 8e \| Nicole Steigenga \| Pays-Bas \| Coop-Hitec Products \| + 0 s \| \| 9e \| Caroline Andersson \| Suède \| Coop-Hitec Products \| + 0 s \| \| 10e \| Antonia Gröndahl \| Finlande \| Finlande \| + 0 s \| |                         |          |                                 |                 |
| |                         |          |                                 |                 |
| |                         |          |                                 |                 |
| Classement de l'étape |                         |          |                                 |                 |
| Coureuse | Coureuse                | Pays     | Équipe                          | Temps           |
| 1re | Hanna Nilsson           | Suède    | Ceratizit-WNT Pro Cycling       | 3 h 39 min 28 s |
| 2e | Nathalie Eklund         | Suède    | Suède                           | + 0 s           |
| 3e | Clara Lundmark          | Suède    | Suède                           | + 0 s           |
| 4e | Lara Vieceli            | Italie   | Ceratizit-WNT Pro Cycling       | + 0 s           |
| 5e | Stine Borgli            | Norvège  | Norvège                         | + 0 s           |
| 6e | Solbjørk Minke Anderson | Danemark | Team Rytger powered by Carl Ras | + 0 s           |
| 7e | Matilda Frantzich       | Suède    | Suède                           | + 0 s           |
| 8e | Nicole Steigenga        | Pays-Bas | Coop-Hitec Products             | + 0 s           |
| 9e | Caroline Andersson      | Suède    | Coop-Hitec Products             | + 0 s           |
| 10e | Antonia Gröndahl        | Finlande | Finlande                        | + 0 s           |

| \| Classement général \| Classement général \| Classement général \| Classement général \| Classement général \| \| Coureuse \| Coureuse \| Pays \| Équipe \| Temps \| \| ------------------ \| ----------------------- \| ------------------ \| ------------------------------- \| ------------------ \| \| 1re \| Mari Hole Mohr \| Norvège \| Coop-Hitec Products \| 6 h 28 min 57 s \| \| 2e \| Nathalie Eklund \| Suède \| Suède \| + 3 s \| \| 3e \| Hanna Nilsson \| Suède \| Ceratizit-WNT Pro Cycling \| + 3 s \| \| 4e \| Stine Borgli \| Norvège \| Norvège \| + 7 s \| \| 5e \| Clara Lundmark \| Suède \| Suède \| + 9 s \| \| 6e \| Nicole Steigenga \| Pays-Bas \| Coop-Hitec Products \| + 9 s \| \| 7e \| Ingvild Gåskjenn \| Norvège \| Coop-Hitec Products \| + 10 s \| \| 8e \| Elisabeth Ebras \| Estonie \| Team Rytger powered by Carl Ras \| + 10 s \| \| 9e \| Lara Vieceli \| Italie \| Ceratizit-WNT Pro Cycling \| + 11 s \| \| 10e \| Solbjørk Minke Anderson \| Danemark \| Team Rytger powered by Carl Ras \| + 13 s \| |                         |          |                                 |                 |
| |                         |          |                                 |                 |
| |                         |          |                                 |                 |
| Classement général |                         |          |                                 |                 |
| Coureuse | Coureuse                | Pays     | Équipe                          | Temps           |
| 1re | Mari Hole Mohr          | Norvège  | Coop-Hitec Products             | 6 h 28 min 57 s |
| 2e | Nathalie Eklund         | Suède    | Suède                           | + 3 s           |
| 3e | Hanna Nilsson           | Suède    | Ceratizit-WNT Pro Cycling       | + 3 s           |
| 4e | Stine Borgli            | Norvège  | Norvège                         | + 7 s           |
| 5e | Clara Lundmark          | Suède    | Suède                           | + 9 s           |
| 6e | Nicole Steigenga        | Pays-Bas | Coop-Hitec Products             | + 9 s           |
| 7e | Ingvild Gåskjenn        | Norvège  | Coop-Hitec Products             | + 10 s          |
| 8e | Elisabeth Ebras         | Estonie  | Team Rytger powered by Carl Ras | + 10 s          |
| 9e | Lara Vieceli            | Italie   | Ceratizit-WNT Pro Cycling       | + 11 s          |
| 10e | Solbjørk Minke Anderson | Danemark | Team Rytger powered by Carl Ras | + 13 s          |

### 3eétape
Nathalie Eklund gagne l'étape au sprint. Grâce aux bonifications, elle s'impose au classement général.
| \| Classement de l'étape \| Classement de l'étape \| Classement de l'étape \| Classement de l'étape \| Classement de l'étape \| \| Coureuse \| Coureuse \| Pays \| Équipe \| Temps \| \| --------------------- \| --------------------- \| --------------------- \| ------------------------------- \| --------------------- \| \| 1re \| Nathalie Eklund \| Suède \| Suède \| 2 h 13 min 38 s \| \| 2e \| Clara Lundmark \| Suède \| Suède \| + 0 s \| \| 3e \| Laura Vainionpää \| Finlande \| Finlande \| + 0 s \| \| 4e \| Mari Hole Mohr \| Norvège \| Coop-Hitec Products \| + 0 s \| \| 5e \| Stine Borgli \| Norvège \| Norvège \| + 0 s \| \| 6e \| Lara Vieceli \| Italie \| Ceratizit-WNT Pro Cycling \| + 0 s \| \| 7e \| Nicole Steigenga \| Pays-Bas \| Coop-Hitec Products \| + 0 s \| \| 8e \| Caroline Andersson \| Suède \| Coop-Hitec Products \| + 0 s \| \| 9e \| Elisabeth Ebras \| Estonie \| Team Rytger powered by Carl Ras \| + 0 s \| \| 10e \| Ida Sten \| Finlande \| Finlande \| + 0 s \| |                    |          |                                 |                 |
| |                    |          |                                 |                 |
| |                    |          |                                 |                 |
| Classement de l'étape |                    |          |                                 |                 |
| Coureuse | Coureuse           | Pays     | Équipe                          | Temps           |
| 1re | Nathalie Eklund    | Suède    | Suède                           | 2 h 13 min 38 s |
| 2e | Clara Lundmark     | Suède    | Suède                           | + 0 s           |
| 3e | Laura Vainionpää   | Finlande | Finlande                        | + 0 s           |
| 4e | Mari Hole Mohr     | Norvège  | Coop-Hitec Products             | + 0 s           |
| 5e | Stine Borgli       | Norvège  | Norvège                         | + 0 s           |
| 6e | Lara Vieceli       | Italie   | Ceratizit-WNT Pro Cycling       | + 0 s           |
| 7e | Nicole Steigenga   | Pays-Bas | Coop-Hitec Products             | + 0 s           |
| 8e | Caroline Andersson | Suède    | Coop-Hitec Products             | + 0 s           |
| 9e | Elisabeth Ebras    | Estonie  | Team Rytger powered by Carl Ras | + 0 s           |
| 10e | Ida Sten           | Finlande | Finlande                        | + 0 s           |

## Classements finals

### Classement général final
| \| Classement général \| Classement général \| Classement général \| Classement général \| Classement général \| \| Coureuse \| Coureuse \| Pays \| Équipe \| Temps \| \| ------------------ \| ------------------ \| ------------------ \| ------------------------------- \| ------------------ \| \| 1re \| Nathalie Eklund \| Suède \| Suède \| 8 h 42 min 28 s \| \| 2e \| Mari Hole Mohr \| Norvège \| Coop-Hitec Products \| + 4 s \| \| 3e \| Stine Borgli \| Norvège \| Norvège \| + 9 s \| \| 4e \| Clara Lundmark \| Suède \| Suède \| + 10 s \| \| 5e \| Hanna Nilsson \| Suède \| Ceratizit-WNT Pro Cycling \| + 10 s \| \| 6e \| Nicole Steigenga \| Pays-Bas \| Coop-Hitec Products \| + 12 s \| \| 7e \| Laura Vainionpää \| Finlande \| Finlande \| + 16 s \| \| 8e \| Elisabeth Ebras \| Estonie \| Team Rytger powered by Carl Ras \| + 17 s \| \| 9e \| Ingvild Gåskjenn \| Norvège \| Coop-Hitec Products \| + 17 s \| \| 10e \| Lara Vieceli \| Italie \| Ceratizit-WNT Pro Cycling \| + 18 s \| |                  |          |                                 |                 |
| |                  |          |                                 |                 |
| |                  |          |                                 |                 |
| Classement général |                  |          |                                 |                 |
| Coureuse | Coureuse         | Pays     | Équipe                          | Temps           |
| 1re | Nathalie Eklund  | Suède    | Suède                           | 8 h 42 min 28 s |
| 2e | Mari Hole Mohr   | Norvège  | Coop-Hitec Products             | + 4 s           |
| 3e | Stine Borgli     | Norvège  | Norvège                         | + 9 s           |
| 4e | Clara Lundmark   | Suède    | Suède                           | + 10 s          |
| 5e | Hanna Nilsson    | Suède    | Ceratizit-WNT Pro Cycling       | + 10 s          |
| 6e | Nicole Steigenga | Pays-Bas | Coop-Hitec Products             | + 12 s          |
| 7e | Laura Vainionpää | Finlande | Finlande                        | + 16 s          |
| 8e | Elisabeth Ebras  | Estonie  | Team Rytger powered by Carl Ras | + 17 s          |
| 9e | Ingvild Gåskjenn | Norvège  | Coop-Hitec Products             | + 17 s          |
| 10e | Lara Vieceli     | Italie   | Ceratizit-WNT Pro Cycling       | + 18 s          |

### Barème des points UCI
| Position           | 1er | 2e | 3e | 4e | 5e | 6e | 7e | 8e | 9e | 10e | 11e | 12e | 13e à 15e | 16e à 25e |
| Classement général | 125 | 85 | 70 | 60 | 50 | 40 | 35 | 30 | 25 | 20  | 15  | 10  | 5         | 3         |
| Par étape          | 16  | 12 | 8  | 6  | 5  | 4  | 3  | 2  |    |     |     |     |           |           |
| Leader, par étape  | 3   |    |    |    |    |    |    |    |    |     |     |     |           |           |

### Classements annexes

#### Classement par points
| Classement par points | Classement par points   | Classement par points | Classement par points           | Classement par points |
| Coureuse              | Coureuse                | Pays                  | Équipe                          | Points                |
| --------------------- | ----------------------- | --------------------- | ------------------------------- | --------------------- |
| 1re                   | Stine Borgli            | Norvège               | Norvège                         | 29 pts                |
| 2e                    | Nathalie Eklund         | Suède                 | Suède                           | 27 pts                |
| 3e                    | Mari Hole Mohr          | Norvège               | Coop-Hitec Products             | 25 pts                |
| 4e                    | Lara Vieceli            | Italie                | Ceratizit-WNT Pro Cycling       | 22 pts                |
| 5e                    | Nicole Steigenga        | Pays-Bas              | Coop-Hitec Products             | 19 pts                |
| 6e                    | Clara Lundmark          | Suède                 | Suède                           | 17 pts                |
| 7e                    | Ida Sten                | Finlande              | Finlande                        | 11 pts                |
| 8e                    | Solbjørk Minke Anderson | Danemark              | Team Rytger powered by Carl Ras | 11 pts                |
| 9e                    | Hanna Nilsson           | Suède                 | Ceratizit-WNT Pro Cycling       | 10 pts                |
| 10e                   | Laura Vainionpää        | Finlande              | Finlande                        | 8 pts                 |

#### Classement de la meilleure équipe
| Classement par équipes | Classement par équipes | Classement par équipes | Classement par équipes |
| Équipe                 | Équipe                 | Pays                   | Temps                  |
| ---------------------- | ---------------------- | ---------------------- | ---------------------- |
| 1re                    | Suède                  | Suède                  | 26 h 08 min 24 s       |
| 2e                     | Coop-Hitec Products    | Norvège                | + 0 s                  |
| 3e                     | Finlande               | Finlande               | + 24 s                 |

## Évolution des classements
| Étape              |                    | Vainqueur _     | Classement général | Classement par points | Meilleure équipe _  |
| ------------------ | ------------------ | --------------- | ------------------ | --------------------- | ------------------- |
| 1re étape          | étape de plaine    | Mari Hole Mohr  | Mari Hole Mohr     | Mari Hole Mohr        | Coop-Hitec Products |
| 2e étape           | étape de plaine    | Hanna Nilsson   | Mari Hole Mohr     | Nathalie Eklund       | Coop-Hitec Products |
| 3e étape           | étape de plaine    | Nathalie Eklund | Nathalie Eklund    | Stine Borgli          | Suède               |
| Classements finals | Classements finals |                 | Nathalie Eklund    | Stine Borgli          | Suède               |

## Liste des participantes
| Légende                      | Légende | Légende                         | Légende                                                                                              |
| ---------------------------- | --- | ------------------------------- | --- |
| Num                          | Dossard de départ porté par la coureuse sur ce Tour d'Uppsala                                                 | Pos                             | Position finale au classement général                                                                |
| Leader du classement général | Indique la vainqueur du classement général                                                                    | Leader du classement par points | Indique la vainqueur du classement par points                                                        |
|                              | Indique un maillot de champion national ou mondial, suivi de sa spécialité                                    | #                               | Indique la meilleure équipe                                                                          |
| NP                           | Indique une coureuse qui n'a pas pris le départ d'une étape, suivi du numéro de l'étape où elle s'est retirée | AB                              | Indique une coureuse qui n'a pas terminé une étape, suivi du numéro de l'étape où elle s'est retirée |
| HD                           | Indique un coureuse qui a terminé une étape hors des délais, suivi du numéro de l'étape                       | DSQ                             | Indique un coureur qui a été disqualifié de la course, suivi du numéro de l'étape                    |

| Finlande FIN | Finlande FIN     | Finlande FIN |
| ------------ | ---------------- | ------------ |
| Num          | Coureuse         | Pos          |
| 1            | Laura Vainionpää | 7e           |
| 2            | Antonia Gröndahl | 13e          |
| 3            | Ida Sten         | 17e          |
| 4            | Essi Pelto-Arvo  | AB-3         |
| 5            | Aino Hämäläinen  | 27e          |
| 6            | Ursula Lindén    | AB-3         |

| Ceratizit-WNT Pro Cycling WNT | Ceratizit-WNT Pro Cycling WNT | Ceratizit-WNT Pro Cycling WNT |
| ----------------------------- | ----------------------------- | ----------------------------- |
| Num                           | Coureuse                      | Pos                           |
| 11                            | Hanna Nilsson (SWE)           | 5e                            |
| 12                            | Lara Vieceli (ITA)            | 10e                           |
| 13                            | Clea Seidel (GER)             | 22e                           |
| 14                            | Lana Eberle (GER)             | 20e                           |

| Team Rytger powered by Carl Ras ___ | Team Rytger powered by Carl Ras ___ | Team Rytger powered by Carl Ras ___ |
| ----------------------------------- | ----------------------------------- | ----------------------------------- |
| Num                                 | Coureuse                            | Pos                                 |
| 21                                  | Solbjørk Minke Anderson (DEN)       | 11e                                 |
| 22                                  | Laura Lizette Sander (EST)          | AB-3                                |
| 23                                  | Wilma Aintila (FIN)                 | AB-3                                |
| 24                                  | Victoria Lund                       | AB-3                                |
| 25                                  | Elisabeth Ebras (EST)               | 8e                                  |

| Awol O'Shea AWO | Awol O'Shea AWO           | Awol O'Shea AWO |
| --------------- | ------------------------- | --------------- |
| Num             | Coureuse                  | Pos             |
| 31              | Olivia Bent (GBR)         | 14e             |
| 32              | Connie Hayes (GBR)        | AB-3            |
| 33              | Georgia Bullard (GBR)     | AB-3            |
| 34              | Charlotte Broughton (GBR) | AB-2            |
| 35              | Maddie Wadsworth (GBR)    | 19e             |
| 36              | Emily Meakin (GBR)        | 16e             |

| Coop-Hitec Products HPU | Coop-Hitec Products HPU  | Coop-Hitec Products HPU |
| ----------------------- | ------------------------ | ----------------------- |
| Num                     | Coureuse                 | Pos                     |
| 41                      | Caroline Andersson (SWE) | 12e                     |
| 42                      | Ingvild Gåskjenn (NOR)   | 9e                      |
| 43                      | Lena Soland (NOR)        | 31e                     |
| 44                      | Mari Hole Mohr (NOR)     | 2e                      |
| 45                      | Nicole Steigenga (NED)   | 6e                      |
| 46                      | Ane Iversen (NOR)        | 30e                     |

| Suède SWE | Suède SWE         | Suède SWE |
| --------- | ----------------- | --------- |
| Num       | Coureuse          | Pos       |
| 51        | Nathalie Eklund   | 1re       |
| 52        | Matilda Frantzich | AB-3      |
| 53        | Hanna Johansson   | 23e       |
| 54        | Tilde Hammarström | 15e       |
| 55        | Karin Söderqvist  | 18e       |
| 56        | Clara Lundmark    | 4e        |

| Norvège NOR | Norvège NOR              | Norvège NOR |
| ----------- | ------------------------ | ----------- |
| Num         | Coureuse                 | Pos         |
| 61          | Stine Borgli             | 3e          |
| 62          | Malin Eriksen (route)    | AB-3        |
| 63          | Thrude Karlsen Natholmen | AB-3        |
| 64          | Marie Flataas            | 25e         |

| Stockholm Cykelklubb ___ | Stockholm Cykelklubb ___   | Stockholm Cykelklubb ___ |
| ------------------------ | -------------------------- | ------------------------ |
| Num                      | Coureuse                   | Pos                      |
| 71                       | Mika Söderström (SWE)      | 28e                      |
| 72                       | Maja Johansson (SWE)       | 29e                      |
| 73                       | Liv Eriksson (SWE)         | 26e                      |
| 74                       | Klara Hofer-Mattsson (SWE) | 24e                      |
| 75                       | Carin Winell (SWE)         | 21e                      |

| Finlande FIN | Finlande FIN     | Finlande FIN |
| ------------ | ---------------- | ------------ |
| Num          | Coureuse         | Pos          |
| 1            | Laura Vainionpää | 7e           |
| 2            | Antonia Gröndahl | 13e          |
| 3            | Ida Sten         | 17e          |
| 4            | Essi Pelto-Arvo  | AB-3         |
| 5            | Aino Hämäläinen  | 27e          |
| 6            | Ursula Lindén    | AB-3         |

| Ceratizit-WNT Pro Cycling WNT | Ceratizit-WNT Pro Cycling WNT | Ceratizit-WNT Pro Cycling WNT |
| ----------------------------- | ----------------------------- | ----------------------------- |
| Num                           | Coureuse                      | Pos                           |
| 11                            | Hanna Nilsson (SWE)           | 5e                            |
| 12                            | Lara Vieceli (ITA)            | 10e                           |
| 13                            | Clea Seidel (GER)             | 22e                           |
| 14                            | Lana Eberle (GER)             | 20e                           |

| Team Rytger powered by Carl Ras ___ | Team Rytger powered by Carl Ras ___ | Team Rytger powered by Carl Ras ___ |
| ----------------------------------- | ----------------------------------- | ----------------------------------- |
| Num                                 | Coureuse                            | Pos                                 |
| 21                                  | Solbjørk Minke Anderson (DEN)       | 11e                                 |
| 22                                  | Laura Lizette Sander (EST)          | AB-3                                |
| 23                                  | Wilma Aintila (FIN)                 | AB-3                                |
| 24                                  | Victoria Lund                       | AB-3                                |
| 25                                  | Elisabeth Ebras (EST)               | 8e                                  |

| Awol O'Shea AWO | Awol O'Shea AWO           | Awol O'Shea AWO |
| --------------- | ------------------------- | --------------- |
| Num             | Coureuse                  | Pos             |
| 31              | Olivia Bent (GBR)         | 14e             |
| 32              | Connie Hayes (GBR)        | AB-3            |
| 33              | Georgia Bullard (GBR)     | AB-3            |
| 34              | Charlotte Broughton (GBR) | AB-2            |
| 35              | Maddie Wadsworth (GBR)    | 19e             |
| 36              | Emily Meakin (GBR)        | 16e             |

| Coop-Hitec Products HPU | Coop-Hitec Products HPU  | Coop-Hitec Products HPU |
| ----------------------- | ------------------------ | ----------------------- |
| Num                     | Coureuse                 | Pos                     |
| 41                      | Caroline Andersson (SWE) | 12e                     |
| 42                      | Ingvild Gåskjenn (NOR)   | 9e                      |
| 43                      | Lena Soland (NOR)        | 31e                     |
| 44                      | Mari Hole Mohr (NOR)     | 2e                      |
| 45                      | Nicole Steigenga (NED)   | 6e                      |
| 46                      | Ane Iversen (NOR)        | 30e                     |

| Suède SWE | Suède SWE         | Suède SWE |
| --------- | ----------------- | --------- |
| Num       | Coureuse          | Pos       |
| 51        | Nathalie Eklund   | 1re       |
| 52        | Matilda Frantzich | AB-3      |
| 53        | Hanna Johansson   | 23e       |
| 54        | Tilde Hammarström | 15e       |
| 55        | Karin Söderqvist  | 18e       |
| 56        | Clara Lundmark    | 4e        |

| Norvège NOR | Norvège NOR              | Norvège NOR |
| ----------- | ------------------------ | ----------- |
| Num         | Coureuse                 | Pos         |
| 61          | Stine Borgli             | 3e          |
| 62          | Malin Eriksen (route)    | AB-3        |
| 63          | Thrude Karlsen Natholmen | AB-3        |
| 64          | Marie Flataas            | 25e         |

| Stockholm Cykelklubb ___ | Stockholm Cykelklubb ___   | Stockholm Cykelklubb ___ |
| ------------------------ | -------------------------- | ------------------------ |
| Num                      | Coureuse                   | Pos                      |
| 71                       | Mika Söderström (SWE)      | 28e                      |
| 72                       | Maja Johansson (SWE)       | 29e                      |
| 73                       | Liv Eriksson (SWE)         | 26e                      |
| 74                       | Klara Hofer-Mattsson (SWE) | 24e                      |
| 75                       | Carin Winell (SWE)         | 21e                      |